# Rheumaptera varia
Rheumaptera varia är en fjärilsart som beskrevs av Hedemann 1881. Rheumaptera varia ingår i släktet Rheumaptera och familjen mätare. Inga underarter finns listade.